# 陳嘉寶
陳嘉寶（英語：Anjaylia Chan Ka Po；1990年1月8日—），香港女演員兼廣告模特兒，前無綫電視基本藝人合約演員。她因拍攝香港邦民日本財務廣告而為人熟悉，是第三代「邦民女」。

## 簡歷
陳嘉寶擁有法國和中國血統，外祖父外祖母都是中國人，祖父祖母都是法國人。初次亮相無綫電視綜藝節目《美女廚房（第二輯）》第16集。她因拍攝邦民日本財務廣告而有「邦民女」的稱號，小學時就讀於保良局陸慶濤小學，中學時期就讀於迦密主恩中學，在中學會考取得18分的成績，於香港樹仁大學新聞及傳理學系畢業。
陳嘉寶因於2014年參演無綫電視劇集《女人俱樂部》飾演李若彤角色「巫小詩」的少女版而獲觀眾關注，亦與同劇演員賴慰玲、黃山怡、吳燕菁、吳嘉熙、陳瀅及王敏奕成為好友。她於2019年8月離開無綫電視。
2020年，她與蔡思貝、賴慰玲、陳瀅、何雁詩及吳嘉熙組成「SÏXTERS」。
2021年簽約加入古天樂旗下公司Cool Style（Style International Management與寰亞傳媒與天下一集團合作）。

## 感情生活
她的男友是滑水教練兼初戀情人黃頌祈，2013年起拍拖，2017年註冊結婚，預定同年11月舉行婚禮。巧合的是她與賴慰玲都同樣在8月28日入紙申請註冊結婚。及後接受訪問時表示，自己23歲才初嘗戀愛滋味，她曾有過喜歡對象，奈何時間不合，且要專注讀書和工作，最重要是堅持求學不應談戀愛這觀念，並表示未婚夫能給予她安全感。
2017年11月，陳嘉寳接受訪問時表示婚紗相除了在影樓拍攝外，還與未婚夫還走訪長洲大牌檔及小學等地，因為未婚夫是長洲人，家中幾代人都在長洲生活，還到了他在長洲的小學拍攝。11月25日，婚禮於長洲按中式傳統舉行，早上一行人乘遊艇到達長洲後，新娘坐進大紅花轎，新郎並踢轎門迎接新娘，至一處樓梯轎子無法上去，新郎便背着新娘到祖屋向長輩斟茶敬禮。2019年1月31日，在社交網站上宣布女兒出生。

## 演出作品

### 電視劇
| 首播     | 劇名                                        | 角色           |
| ViuTV    |                                             |                |
| 2021年   | IT狗                                        | Shirley        |
| 2024年   | 瑪嘉烈與大衛系列 絲絲                       | Cindy          |
| 2024年   | 出租大叔                                    | Chantelle      |
| 無綫電視 |                                             |                |
| 2014年   | 女人俱樂部                                  | 巫小詩（青年） |
| 2016年   | 殭                                          | 何月           |
| 2017年   | 誇世代                                      | 宋安安         |
| 其他     |                                             |                |
| 2010年   | 沒有牆的世界 （第9集·一千光年外的自由）     | 秋瑩（少年版） |
| 2011年   | 反斗英語（第2集·我愛Lolita）                | Hanana         |
| 2011年   | 手語隨想曲 （第2集·能不能给我一首歌的时间） |                |
| 2012年   | 賭海迷徒（第7集·搏老命）                    | Carol          |
| 2013年   | 社企有道                                    |                |
| 2013年   | 證義搜查線2（第6集·回報）                   | Ray之女友      |
| 2013年   | 手語隨想曲II（第9集·失踪男朋友）            | 千金小姐       |
| 2014年   | 我的家庭醫生                                | 嘉儀           |
| 2014年   | 社企有道2（第7集·迴響）                     | Lobo           |
| 2018年   | 守護神之保險調查                            | 百媽媽（年輕） |

### 綜藝節目
| 首播   | 節目                                       | 備註                    | 平台     |
| ------ | ------------------------------------------ | ----------------------- | -------- |
| 2009年 | 美女廚房·第2辑                             | 美少女廚神              | 無綫電視 |
| 2011年 | 文化長河－鐵道行 （第4集·遼闊的國度）      | 主持                    | 香港電台 |
| 2011年 | 情義兩難全之玩爆你個腎（以為自己係情聖MV） | 被整蛊艺人 （与蔡颖恩） | YouTube  |
| 2012年 | 音樂動起來 （第6集·造星障礙賽）            | 嘉賓主持                | 香港電台 |
| 2014年 | Go! Yama Girl/ 山系女行Yama Girl           | 主持                    | 無綫電視 |
| 2014年 | 街頭魔法王2                                | 主持                    | 無綫電視 |
| 2025年 | 香港達人秀                                 | 主持                    | ViuTV    |

### 電影
| 首映   | 電影           | 角色       |
| 2010年 | 婚前試愛       | o靚妹      |
| 2011年 | 人約離婚後     | 蘇麗珍     |
| 2011年 | 戀夏戀夏戀戀下 | 網友       |
| 2011年 | 開心魔法       | 公主       |
| 2013年 | 溝女不離三兄弟 | 歐羅       |
| 2013年 | 第一次不是你   | 地勤       |
| 2013年 | 當C遇上G7      | 師姐       |
| 2015年 | 第七謊言       |            |
| 2015年 | 沒女神探       | 咗咗       |
| 2015年 | 紀念日         | 露嘉敏     |
| 2016年 | 失戀日         | 咖啡店店主 |
| 2023年 | 不是你不愛你   | 雪兒       |

### 微電影
| 首播   | 電影                                     | 角色 |
| 2012年 | 周生生Forevermark Forever Kiss愛情微電影 | 翘   |
| 2012年 | 关于爱情的7件事                          | 阿宝 |
| 2015年 | 冲动的他遇上失魂的她                     | 阿梦 |

### 舞台劇
- 2011年：《書籍》
- 2014年︰《Musilove》

### 電台節目
- 2011年：叱咤903 《公子會》（客席嘉賓）
- 2014年：叱咤903 《公子會》（客席嘉賓）
- 2014年：雷霆881 《一圈圈》 訪問  (嘉賓)
- 2022年：雷霆881 《一家大晒》  (主持)

## 音樂作品
- 2014年：Let's Dance（電視劇《女人俱樂部》片尾曲，與賴慰玲、吳嘉熙、黃山怡、王敏奕、吳燕菁 合唱

### MV
- 2009年：秘密 - 陳柏宇
- 2009年：感情課 - 陳柏宇
- 2010年：Dream Girl - 農夫（FAMA）
- 2011年：“She's in Fashion” - 反斗英語 English Made Easy主题曲
- 2011年：以為自己係情聖 - 森美 feat Hardpack（与蔡颖恩）【情義兩難全之玩爆你個腎整蛊节目】
- 2012年：想一個人 - 洪卓立
- 2012年：差利先生 - Yellow
- 2013年：不可思議 - 李治廷
- 2015年：逾越生死 - C AllStar
- 2015年：冥想 - 陳志嘉
- 2016年：雙雙 - Gin Lee

## 寫真集/書籍
- 2009年：《Girls Look Book Vol 1》
- 2010年：《SawaSawa》
- 2011年：(DVD Magazine)《Life Actually 少女之生活 issue1—Daydreaming Anjaylia》售$79，DVD全長50分鐘。
- 2016年：《BEHIND the SCENE》Anjaylia Chan X Charles Lam

## 外部連結
- 陳嘉寶的新浪微博
- 陳嘉寶的Instagram帳戶
- 陳嘉寶首個網劇：關於愛情的7件事